# Kerk van de Gereformeerde Gemeenten (Sprang-Capelle)

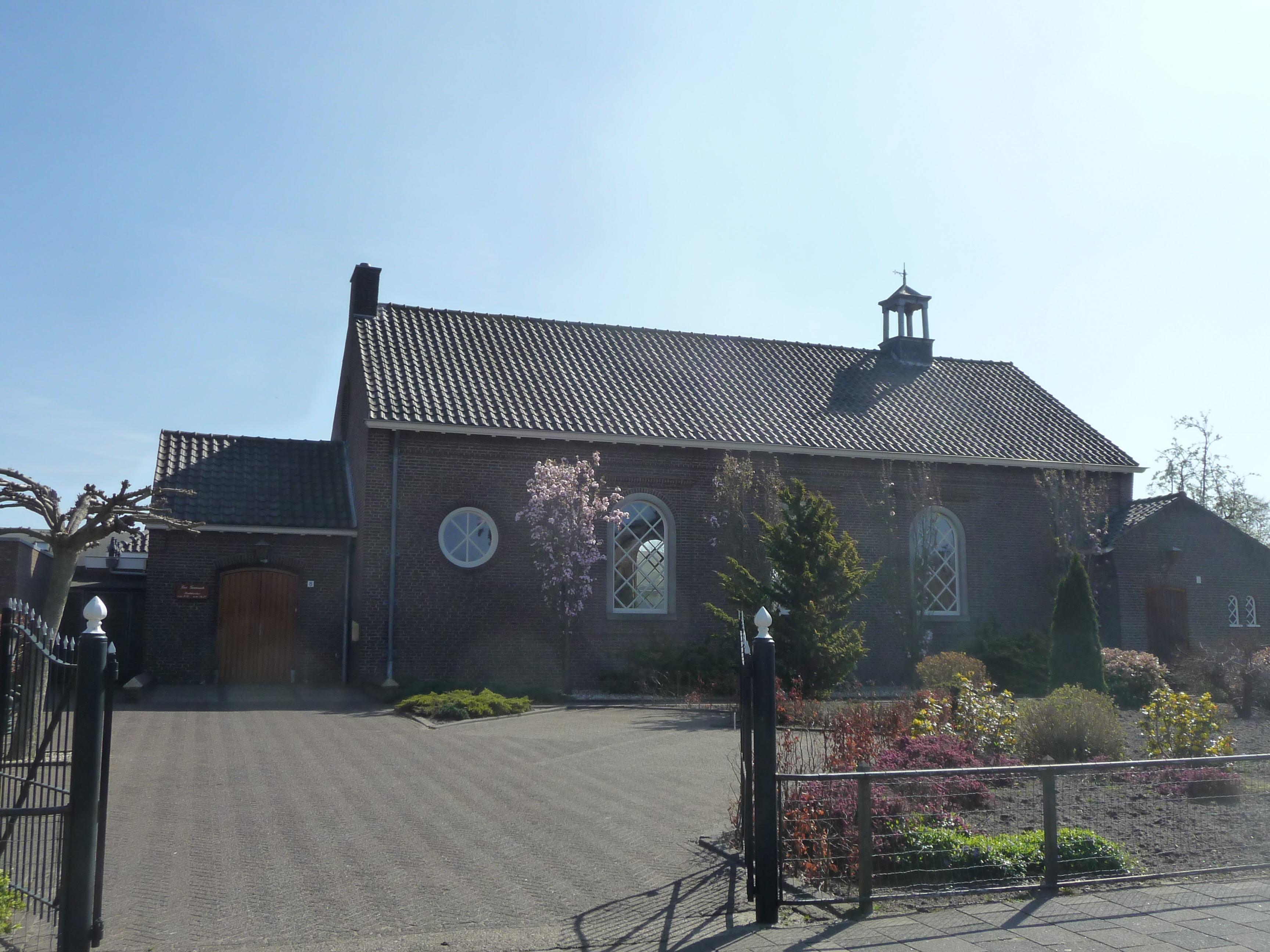
Kerk van de Gereformeerde Gemeenten

De Kerk van de Gereformeerde Gemeenten is een protestants kerkgebouw in de tot de Noord-Brabantse gemeente Waalwijk behorende plaats Sprang-Capelle. De kerk is gelegen aan de Julianalaan 8.

## Geschiedenis
De Gereformeerde Gemeenten bestaan sinds 1941 in Sprang-Capelle. In 1951 kwam er een kerk gereed. Deze kerk telde 210 zitplaatsen. 
In 1982 werd de kerk uitgebreid met een verenigingsgebouw.

## Gebouw
Het gebouw, een voorbeeld van wederopbouwarchitectuur, is sober. Het is een gebouw onder zadeldak met rondbogige vensters, een klein ingangsportaal en een klokkenruiter op de nok. 
Het orgel dateert van 1954 en werd vervaardigd door de Firma J. de Koff.